# Sabiren
De Sabiren (Soevari, Grieks: Σάβιροι, Saviroi) waren een volk dat van de 5e tot begin 8e eeuw de zuidwestelijke Kaspische Laagte bewoonde. 
De Sabiren woonde voornamelijk in het gebied van het huidige Azerbeidzjan en Dagestan, in het oosten begrensd door de Kaspische Zee en in het westen door de Kaukasus. Priscus van Panium vermeldt dat de Sabiren in 461 de Saraguren, Urogen en Onoguren aanvielen en deze weer naar het noorden aan de Wolga dwongen, nadat zij zelf waren aangevallen door de Avaren. In 515, nadat ze van de aanvallen van de Avaren hersteld waren, toonden ze hun macht in een grootse veldtocht ten zuiden van de Kaukasus, waarbij ze zowel de Perzische als Byzantijnse landen aanvielen. Uiteindelijk verbonden ze zich met de Sassaniden.
In het gezicht van toenemende bedreiging door de Avaren verklaarden de Sabiren in 552 hun trouw naar de Byzantijnen en vielen de Kaukasus binnen. Kort daarna werden ze verslagen door de Avaren en later door de Göktürken. 
Na het begin van de 8e eeuw verdwijnen ze grotendeels uit de historische bronnen. Waarschijnlijk werden ze geassimileerd in de Chazaren en Bulgaren. Volgens sommigen zou een deel van de Sabiren na de verovering door de Avaren in 553 naar de Balkan getrokken zijn en daar de stam der Severi vormden. Een andere theorie stelt dat een deel in de 8e eeuw naar de Midden-Wolga trok, en daar bekend werd als de Soeari of Soevari, de voorouders van de Tsjoevasjen (Сӑварсем, Savarsem). Ook de stam der Severjanen is wel met de Sabiren in verband gebracht.
De Byzantijnse keizer Constantijn VII Porphyrogennetos (905-959) schreef in zijn administrando imperio dat de Hongaren voorheen 'sabartoi asphaloi' (onverslagen Sabiren) werden genoemd.

## Etniciteit
Van de taal der Sabiren is niets bewaard gebleven. Vaak wordt een Turkse oorsprong vermoed, hoewel vanwege de associatie met de Hongaren een Oegrische afkomst niet uit te sluiten is.